# Jil Sander
Jil Sander, nacida como Heidemarie Jiline Sander (Wesselburen, cerca de Hamburgo, 27 de noviembre de 1943 (81 años) es una diseñadora alemana de estilo minimalista. La apodaban "queen of less". En 2003 el periódico inglés The Guardian la listó como uno de los 50 diseñadores del mundo que mejor visten.

## Infancia y educación
Creció en la Alemania de la posguerra, con muchas privaciones hasta que llegó el  milagro económico Alemán. Estudió técnica textil en la escuela de ingeniería de Krefeld. Se fue de intercambio de estudiante a California (1963-64), después se desplazó a Nueva York para trabajar como redactora en una revista de moda. En 1965 volvió a Hamburgo trabajando como redactora de moda en las revistas Constance y Petra.

## Jil Sander, casa de moda
En 1968, cobró un dinero por una colección de tendencias con la nueva fibra Tevira (Hoechst) y lo invirtió en su primera colección propia de 150 chaquetas, faldas y pantalones de diseño minimalista. Creó su propia tienda en el barrio de Pösedorf (Hamburgo), la pintó blanco nieve por dentro y negro por fuera con el nombre de Jill Sander. Vendió su colección en una semana e importó moda francesa que era algo muy novedoso en Alemania. Solo había la confección burguesa en comercios anónimos. Quería vestir a las mujeres seguras de sí mismas, utilizaba los tejidos más caros y los cortes más precisos, esto solo los había dentro del vestuario masculino. Realizó su primera línea de trajes pantalón, con ello liberó a las mujeres, ganaron en comodidad y fueron tomadas en serio. Sus camisas blancas sentaban a la perfección con la elasticidad justa.
Desfiló por primera vez en París en 1977, fue un fracaso. Volvió a desfilar en Milán en 1988 con mucho éxito. Hasta los noventa no se comprendió del todo el estilo de Jil Sander. En 1993 abrió su exitosa tienda en París en la Avenue Montaigne, en la antigua tienda de Madeleine Vionnet. Declaraba "un vestido es perfecto cuando ya no se le puede quitar nada más". En Estados Unidos la llamaban "Queen of less". Utilizaba mucho los tejidos de cachemira y lana, procesadas para que pareciera fieltro o mezclados para que no parecieran tan nobles.
Harta de que solo se la valorara por su calidad comenzó a crear colecciones más artísticas. Se atrevió con pequeños drapeados, líneas suaves, variedad y más riesgo con más vestidos. No quiso dar su nombre a numerosas licencias y a segundas o terceras líneas como otros diseñadores. 
En 1999 vendió el 75% de sus acciones a AG de Prada, consorcio Italiano En el año 2000 perdió su empresa al romper con Patrizio Bertelli director de Prada. Volvió como diseñadora de nuevo entre mayo de 2003 y noviembre de 2004, para dejarlo después definitivamente.

## Uniqlo
El 1 de octubre de 2009 presentó +J su colección económica para la marca japonesa Uniqlo. Abrigos a 149$, vestidos a 50$ que en pocas horas se agotaron.  

## Reconocimientos
Fue reconocida con el premio Bundesverdienstkreuz por la república federal Alemana en reconocimiento a su aportación a la moda.